# Dorieus (dichter)
Dorieus (Oudgrieks: Δωριεύς) was een antieke Griekse dichter. Al zijn werken zijn verloren gegaan, behalve een epigram op de beroemde worstelaar Milo van Croton. Dit werd overleverd door Athenaeus van Naucratis en staat ook vermeld in de Anthologia Graeca. Verder is er niets over hem bekend.
- Gemeinsame Normdatei: 102391769
- Virtual International Authority File: 22527959